# Pbow
Pbow war ein Kloster in der römischen Provinz Aegyptus, das vom heiligen Pachomios gestiftet wurde und in dem er starb. Es befindet sich ca. 100 Kilometer nördlich der Stadt Luxor. Auf Arabisch lautet der Name der Ortschaft, in der sich das spätantike Pbow befand, Faw al-Qibli (فاو قبلى).

## Geschichte
Es wurde um die Jahre 336/337 n. Chr. von Pachomios gegründet. Pachomios starb in diesem Kloster 346 n. Chr. Das Kloster soll unter dem Fatimidenherrscher al-Hākim zerstört worden sein. Erste Ausgrabungen wurden von dem  britischen Archäologen Alfred Butler am Ende des 19. Jahrhunderts durchgeführt, die in den 1970er und 1990er Jahren fortgeführt wurden.